# Kiki Musampa
Kizito "Kiki" Musampa (Kinsasa, 20 de julio de 1977) es un exfutbolista neerlandés de origen congoleño.

## Trayectoria

### Ajax Ámsterdam
Musampa comenzó su carrera en el Ajax Ámsterdam donde jugó un total de 31 partidos en dos temporadas y marcó seis goles. Posteriormente firmó por el Girondins de Burdeos en 1997 para mejorar su experiencia con la esperanza de ser elegido por la selección holandesa que competía en la Copa Mundial de Fútbol de 1998 aunque fue obviado por el entonces seleccionador Guus Hiddink.

### Málaga CF
Llega la Pantera a Málaga Después de pasar dos temporadas en el club francés, siendo campeón del torneo local en 1999, dio el salto al Málaga CF de La Liga, donde jugó 117 partidos y marcó un total de 24 goles, llegando a disputar la Copa de la UEFA, configurando un triplete en ataque letal, junto a Dely Valdés y Darío Silva. En esas cuatro temporadas en Málaga, Musampa alcanzó su momento de mayor continuidad y mejor fútbol.
El éxito y el buen juego mostrado en el conjunto malacitano supuso que recibiera diversas ofertas para continuar su carrera en diferentes clubes, tanto españoles como europeos. Finalmente el elegido fue el Atlético de Madrid que anunció su fichaje en el verano de 2003. En su primera temporada con el club, disputó 26 partidos y marcó 2 goles pero en la siguiente temporada, fue relegado al banquillo y sólo disputó 8 partidos en 2004.
Kiki fue después cedido al Manchester City en el mercado invernal, donde fue apodado "Chris", en un juego de palabras con la frase 'Christmas Hamper'. En junio de 2005 Musampa firmó para jugar en el Manchester City una segunda temporada. El holandés empezó la temporada jugando de manera regular en el primer equipo, pero perdió su plaza en el primer equipo en diciembre, después jugó de manera irregular, con la mayoría de sus apariciones en el centro del campo.
En agosto de 2006, firmó por el club turco del Trabzonspor en un traspaso libre. 
Después de obtener la carta de libertad del Trabzonspor, Kiki entrenó con el equipo inglés del Sunderland durante un periodo, pero al final no formalizó el contrato. Después de retornar a Holanda, Kiki empezó a entrenar con el AZ Alkmaar. En noviembre de 2007 firmó un contrato con el club para el resto de la temporada.
Musampa se retiró del fútbol activo en 2009 cuando formaba parte del club neerlandés Willem II.

## Clubes
| Club                    | País          | Año       | Partidos | Goles |
| AFC Ajax                | Países Bajos  | 1994-1997 | 42       | 6     |
| Girondins de Burdeos    | Francia       | 1997-1999 | 33       | 5     |
| Málaga CF               | España        | 1999-2003 | 117      | 24    |
| Club Atlético de Madrid | España        | 2003-2005 | 35       | 4     |
| Manchester City FC      | Inglaterra    | 2005-2006 | 41       | 3     |
| Trabzonspor             | Turquía       | 2006-2007 | 14       | 0     |
| AZ Alkmaar              | Países Bajos  | 2007-2008 | 5        | 0     |
| FC Seoul                | Corea del Sur | 2008      | 3        | 0     |
| Willem II               | Países Bajos  | 2009      | 6        | 0     |

## Palmarés

### Torneos nacionales
| Título                        | Club                  | País         | Año  |
| ----------------------------- | --------------------- | ------------ | ---- |
| Eredivisie                    | Ajax Ámsterdam        | Países Bajos | 1995 |
| Supercopa de los Países Bajos | Ajax Ámsterdam        | Países Bajos | 1995 |
| Eredivisie                    | Ajax Ámsterdam        | Países Bajos | 1996 |
| Ligue 1                       | Girondins de Bordeaux | Francia      | 1999 |

### Torneos internacionales
| Título                | Club              | Sede      | Año  |
| --------------------- | ----------------- | --------- | ---- |
| Liga de Campeones     | Ajax de Ámsterdam | Viena     | 1995 |
| Supercopa de Europa   | Ajax de Ámsterdam | Ámsterdam | 1995 |
| Copa Intercontinental | Ajax de Ámsterdam | Tokio     | 1995 |
| Copa Intertoto        | Málaga CF         | Málaga    | 2002 |